# Pascal Triebel

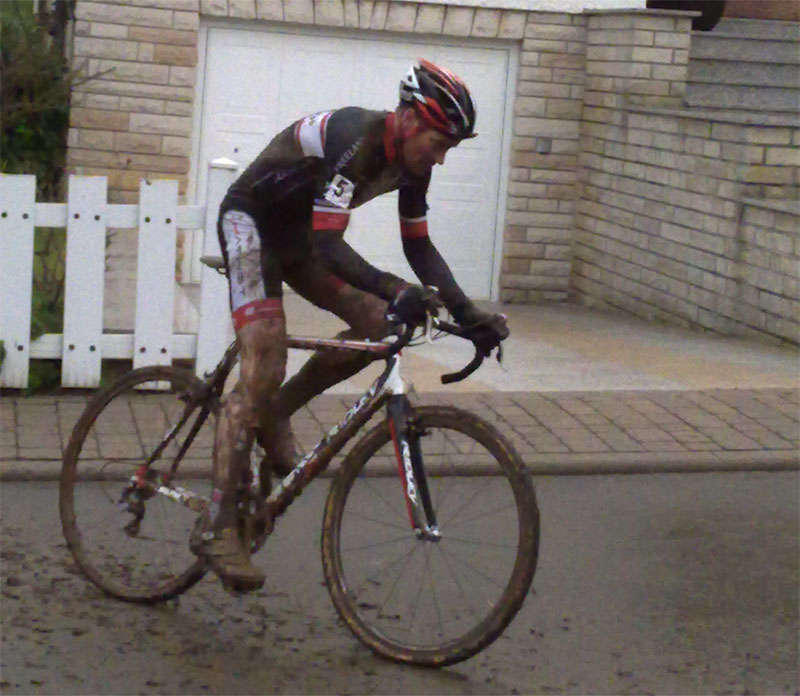
Pascal Triebel

Pascal Triebel (* 9. Juni 1966 in Luxemburg) ist ein Luxemburger Cyclocross- und Straßenradrennfahrer.

## Karriere
Pascal Triebel war Mitglied im Verein LG Bertrange. Er wurde 1989 Luxemburger Meister im Straßenrennen der Eliteklasse. Zwei Jahre später wurde er nationaler Meister bei den Amateuren. Mehrfach startete er für Luxemburg bei den UCI-Straßen-Weltmeisterschaften sowohl im Einzelrennen als auch im Mannschaftszeitfahren. In der Saison 1995 gewann er das Eintagesrennen Memorial Philippe Van Coningsloo und 2001 war er beim Grand Prix Théo Mulheims erfolgreich. 2005 wurde Triebel beim Grand Prix François Faber Erster und bei den Spielen der kleinen Staaten von Europa gewann er die Silbermedaille im Zeitfahren. Außerdem wurde er bei der nationalen Meisterschaft Zweiter im Zeitfahren und war damit der erste Fahrer ohne Profivertrag. Im nächsten Jahr verteidigte er seinen Zeitfahrtitel der Amateure und 2008 gewann er diesen erneut.
Im Cyclocross wurde Triebel 1994 erstmals Luxemburger Meister. Diesen Titel konnte er bis 2002, mit Ausnahme von 1999, jedes Jahr gewinnen. Außerdem gewann er bis 2005 weitere 14 Crossrennen in Luxemburg.
Bei der Luxemburgischen Meisterschaft 1998 wurde Triebel wegen einer positiven Doping-Kontrolle deklassiert.
Am 24. November 2016 wurde gegen Triebel eine vierjährige Dopingsperre von der ALAD ausgesprochen. Er hatte sich bei einem MTB-Rennen in Orschholz, bei welchem er als 7. einfuhr, an einer Dopingkontrolle vorbeigeschmuggelt. Als Triebel in die Kontrolle gebeten wurde, gab er einen falschen Namen an und entfernte sich.

## Erfolge – Straße
1991
- Luxemburger Meister – Straßenrennen

1994
- Luxemburger Meister – Straßenrennen

1995
- Memorial Philippe Van Coningsloo

## Erfolge – Cyclocross
1994–1998
- Luxemburger Meister

2000–2002
- Luxemburger Meister

## Teams
- 1989 Hitachi